# 어니타 브라이언트
어니타 브라이언트(영어: Anita Bryant, 1940년 3월 25일 ~ )는 미국의 여성 가수, 작사가, 배우이다.

## 주요 이력
미국 오클라호마주 번즈돌에서 출생하였으며 지난날 한때 미국 오클라호마주 털사에서 잠시 유아기를 보낸 적이 있는 그녀는 1958년 6월, 미스 오클라호마 대회에서 첫 데뷔하였으며 1959년 가수 데뷔하였고 1968년에 뮤지컬배우 데뷔하였으며 1989년 미국 다큐멘터리 영화 《Roger & me》로 영화배우 데뷔하였다.

## 유명세
보통적으로 그녀는 《The wedding》이라는 영어 노래 작품을 리바이벌하여 대중적 히트한 가수로 매우 잘 알려져 있다.

## 트리비아
앞서 거론한 것처럼야 보통적으로 잘 알려진 그녀의 가수로서 주요 히트곡은 이탈리아 남성 가수 토니 달라라(Tony Dallara)의 이탈리아어 원곡을 영어로 번안하여 히트한 영국 여성 가수 줄리 로저스(Julie Rogers)의 영어 동명 원곡을 리바이벌한 《The wedding》이라는 노래 작품 등이 있다. 참고로 《The wedding》이라는 영어 노래 작품은 영국 남성 가수 맬컴 본(Malcolm Vaughan)도 리바이벌하여 히트하였다.